# Lijst van voetbalinterlands San Marino - Slovenië
Deze lijst van voetbalinterlands is een overzicht van alle officiële voetbalwedstrijden tussen de nationale teams van San Marino en Slovenië. De landen speelden tot op heden zeven keer tegen elkaar, te beginnen met een kwalificatiewedstrijd voor het Wereldkampioenschap voetbal 2010 op 12 augustus 2009 in Maribor. De laatste ontmoeting, een kwalificatiewedstrijd voor het Europees kampioenschap voetbal 2024, vond plaats in Serravalle op 10 september 2023.

## Wedstrijden
| № | Plaats     | Datum             | Competitie           | Wedstrijd             | Uitslag |
| - | ---------- | ----------------- | -------------------- | --------------------- | ------- |
| 1 | Maribor    | 12 augustus 2009  | WK 2010 kwalificatie | Slovenië – San Marino | 5 – 0   |
| 2 | Serravalle | 14 oktober 2009   | WK 2010 kwalificatie | San Marino – Slovenië | 0 – 3   |
| 3 | Ljubljana  | 27 maart 2015     | EK 2016 kwalificatie | Slovenië – San Marino | 6 – 0   |
| 4 | Serravalle | 12 oktober 2015   | EK 2016 kwalificatie | San Marino – Slovenië | 0 – 2   |
| 5 | Ljubljana  | 7 oktober 2020    | Vriendschappelijk    | Slovenië − San Marino | 4 − 0   |
| 6 | Ljubljana  | 26 maart 2023     | EK 2024 kwalificatie | Slovenië − San Marino | 2 − 0   |
| 7 | Serravalle | 10 september 2023 | EK 2024 kwalificatie | San Marino − Slovenië | 0 − 4   |

## Samenvatting
| Competitie        | Totaal gespeeld | Winst San Marino | Gelijk | Winst Slovenië | Doelsaldo San Marino – Slovenië |
| ----------------- | --------------- | ---------------- | ------ | -------------- | ------------------------------- |
| WK-kwalificatie   | 2               | 0                | 0      | 2              | 0 − 8                           |
| EK-kwalificatie   | 4               | 0                | 0      | 4              | 0 − 14                          |
| Vriendschappelijk | 1               | 0                | 0      | 1              | 0 − 4                           |
| Totaal            | 7               | 0                | 0      | 7              | 0 − 26                          |

## Details

### Eerste ontmoeting
| WK 2010 kwalificatie (Maribor, Slovenië, 12 augustus 2009):                                             |       |            |
| Slovenië                                                                                                | 5 – 0 | San Marino |
| Robert Koren 19' Aleksandar Radosavljevič 39' Andraž Kirm 54' Robert Koren 74' Zlatan Ljubijankič 90+3' | goals |            |

### Tweede ontmoeting
| WK 2010 kwalificatie (Serravalle, San Marino, 14 oktober 2009): |       |                                                               |
| San Marino                                                      | 0 – 3 | Slovenië                                                      |
|                                                                 | goals | 24' Milivoje Novakovič 68' Dalibor Stevanovič 81' Marko Šuler |

### Derde ontmoeting
| EK 2016 kwalificatie (scheidsrechter Oliver Drachta, Ljubljana, 27 maart 2015):                                                                                     |              | |
| Slovenië | 6 – 0        | San Marino |
| Josip Iličić 10' Kevin Kampl 49' Andraž Struna 50' Milivoje Novakovič 52' Dejan Lazarević 73' Branko Ilič 88'                                                       | goals        | |
| Srečko Katanec | bondscoach   | Pierangelo Manzaroli |
| Samir Handanović Boštjan Cesar Branko Ilič Mišo Brečko 76' Andraž Struna Valter Birsa Josip Iličić 72' Kevin Kampl Jasmin Kurtič Milivoje Novakovič Andraž Kirm 60' | opstellingen | Elia Benedettini 78' Alessandro Della Valle Davide Simoncini Mirko Palazzi Cristian Brolli Giovanni Bonini Pier Filippo Mazza 56' Luca Tosi Andy Selva Matteo Vitaioli 84' José Hirsch |
| Dejan Lazarević 60' Robert Berić 72' Petar Stojanović 76' | wissels      | 56' Manuel Battistini 78' Fabio Vitaioli 84' Alessandro Golinucci |
| | gele kaarten | 40' Davide Simoncini 56' Mirko Palazzi 75' Andy Selva |
| - Debuut van Elia Benedettini (SS Murata) en Alessandro Golinucci (FC Domagnano) voor San Marino.                                                                   |              | |

FSGC · A-internationals · Bondscoaches · Statistieken · San Marino U21 · San Marino U19 · San Marino U18 · San Marino U17 · San Marino U16
1986 – 1989 · 1990 – 1999 · 2000 – 2009 · 2010 – 2019 · 2020 – 2029
2000 · 2001 · 2002 · 2003 · 2004 · 2005 · 2006 · 
Albanië · 
Andorra ·
Azerbeidzjan ·
België · 
Bosnië en Herzegovina · 
Bulgarije ·
Canada ·
Cyprus ·
Denemarken ·
Duitsland · 
Engeland · 
Estland · 
Faeröer · 
Finland · 
Gibraltar · 
Griekenland · 
Hongarije · 
Ierland · 
IJsland ·
Israël · 
Italië · 
Kaapverdië ·
Kazachstan ·
Kosovo ·
Kroatië · 
Letland · 
Libanon · 
Liechtenstein · 
Litouwen · 
Luxemburg ·
Malta ·
Moldavië ·
Montenegro ·
Nederland · 
Noord-Ierland · 
Noorwegen ·
Oekraïne ·
Oostenrijk · 
Polen · 
Roemenië · 
Rusland · 
Saint Kitts en Nevis ·
Saint Lucia ·
Schotland · 
Servië en Montenegro · 
Seychellen ·
Slovenië · 
Slowakije · 
Spanje · 
Syrië ·
Tsjechië · 
Turkije · 
Wales · 
Wit-Rusland · 
Zweden · 
Zwitserland
Nederland (2011)
NZS · A-internationals · Bondscoaches · Selecties · Statistieken · Sloveens vrouwenelftal · Olympisch elftal · Slovenië U21 · Slovenië U20 · Slovenië U19 · Slovenië U18 · Slovenië U17 · Slovenië U16
1991 – 1999 ·
2000 – 2009 ·
2010 – 2019 ·
2020 − 2029
EK's: 1996 · 
2000 · 
2004 · 
2008 · 
2012 · 
2016 · 
2020 · 
2024
WK's: 1998 · 
2002 · 
2006 · 
2010 · 
2014 · 
2018 ·
2022
1991 · 
1992 · 
1993 · 
1994 · 
1995 · 
1996 · 
1997 · 
1998 · 
1999 · 
2000 · 
2001 · 
2002 · 
2003 · 
2004 · 
2005 · 
2006 · 
2007 · 
2008 · 
2009 · 
2010 · 
2011 · 
2012 · 
2013 · 
2014 · 
2015 · 
2016 · 
2017 · 
2018 ·
2019 ·
2020 ·
2021 ·
2022 ·
2023 ·
2024
Albanië ·
Algerije ·
Argentinië ·
Armenië ·
Australië ·
Azerbeidzjan ·
België ·
Bosnië en Herzegovina ·
Bulgarije ·
Canada ·
China ·
Colombia ·
Cyprus ·
Denemarken ·
Duitsland ·
Engeland ·
Estland ·
Faeröer ·
 Finland ·
Frankrijk ·
Georgië ·
Ghana ·
Gibraltar ·
Griekenland ·
Honduras ·
Hongarije ·
IJsland ·
Israël ·
Italië ·
Ivoorkust ·
Joegoslavië ·
Kazachstan ·
Kosovo ·
Kroatië ·
Letland ·
Litouwen ·
Luxemburg ·
Malta ·
Mexico ·
Moldavië ·
Montenegro ·
Nederland ·
Nieuw-Zeeland ·
Noord-Ierland ·
Noord-Macedonië ·
Noorwegen ·
Oekraïne ·
Oman ·
Oostenrijk ·
Paraguay ·
Polen ·
Portugal ·
Qatar ·
Roemenië ·
Rusland ·
San Marino ·
Saoedi-Arabië ·
Schotland ·
Servië ·
Servië en Montenegro ·
Slowakije ·
Spanje ·
Trinidad en Tobago ·
Tsjechië ·
Tunesië ·
Turkije · 
Uruguay ·
Verenigde Arabische Emiraten ·
Verenigde Staten ·
Wales ·
Wit-Rusland ·
Zuid-Afrika ·
Zweden ·
Zwitserland
Algerije (2010) · 
Engeland (2010) · 
Paraguay (2002) · 
Spanje (2002) · 
Verenigde Staten (2010) · 
Zuid-Afrika (2002)